# Favipiravir
Favipiravir, comercializat printre altele sub denumirea comercială Avigan, este un medicament antiviral folosit pentru a trata gripa în Japonia. De asemenea, este studiat pentru a trata o serie de alte infecții virale, inclusiv SARS-CoV-2. Ca și medicamentele antivirale experimentale T-1105 și T-1106, este un derivat de pirazincarboxamidă.
Este dezvoltat și fabricat de Toyama Chemical (o subsidiară a Fujifilm) și a fost aprobat pentru uz medical în Japonia în 2014. În 2016, Fujifilm a acordat-o licență către Zhejiang Hisun Pharmaceutical Co. din China. A devenit un medicament generic în 2019, permițând companiei să-l producă în Republica Populară Chineză.